# Hinterhofmoschee

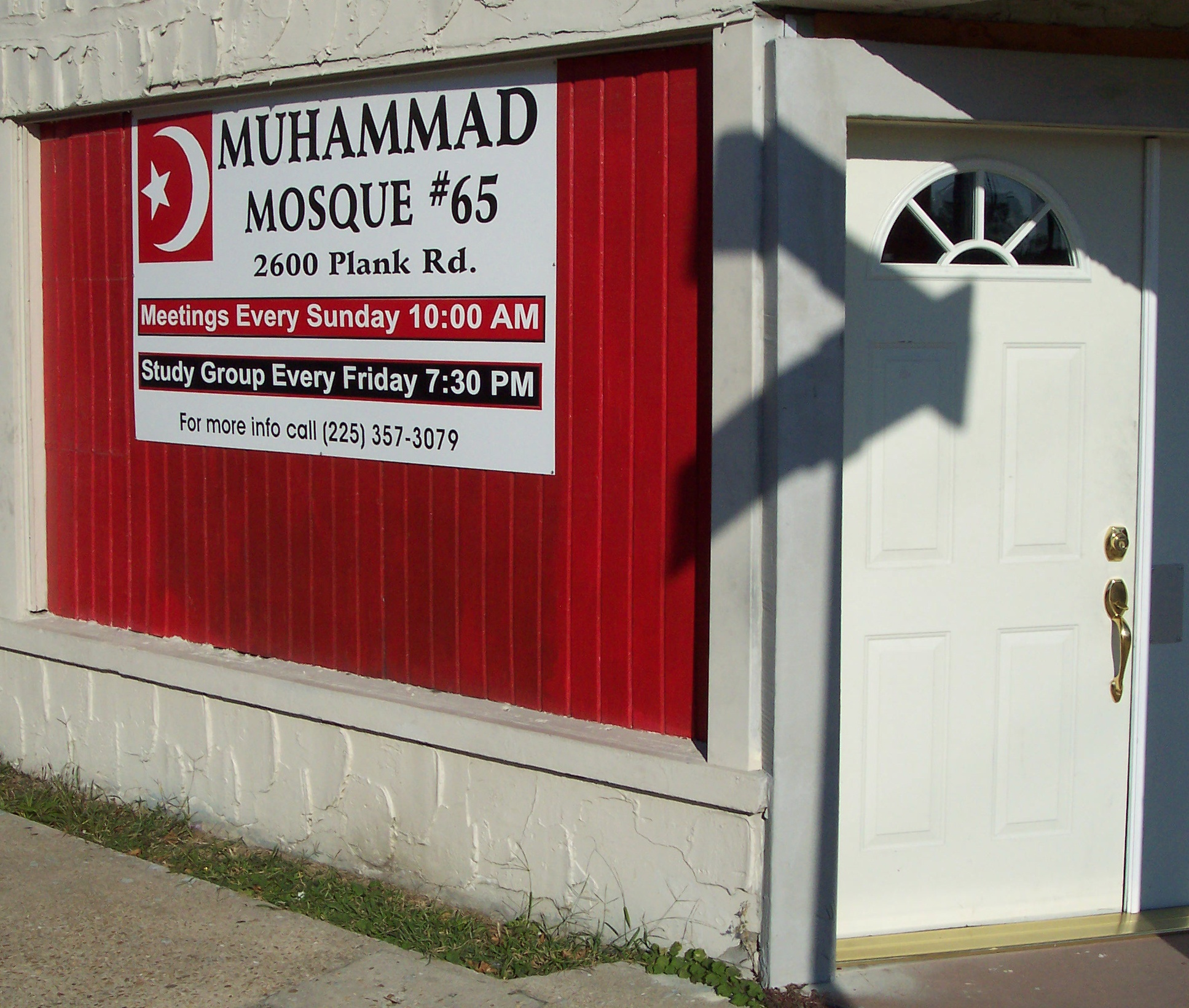
Hinterhofmoschee in Baton Rouge

Hinterhofmoschee ist eine gängige Bezeichnung für ein umgenutztes Gebäude, das von Muslimen als Moschee und Versammlungsort eingerichtet wurde. Meist handelt es sich um eine ehemalige Fabrik oder eine Wohnung, deren Funktion von außen nicht oder kaum erkennbar ist. Hinterhofmoscheen entsprechen nur eingeschränkt dem Raumangebot einer üblichen Moschee.

## Gesellschaftliche Bedeutung

### Deutschland

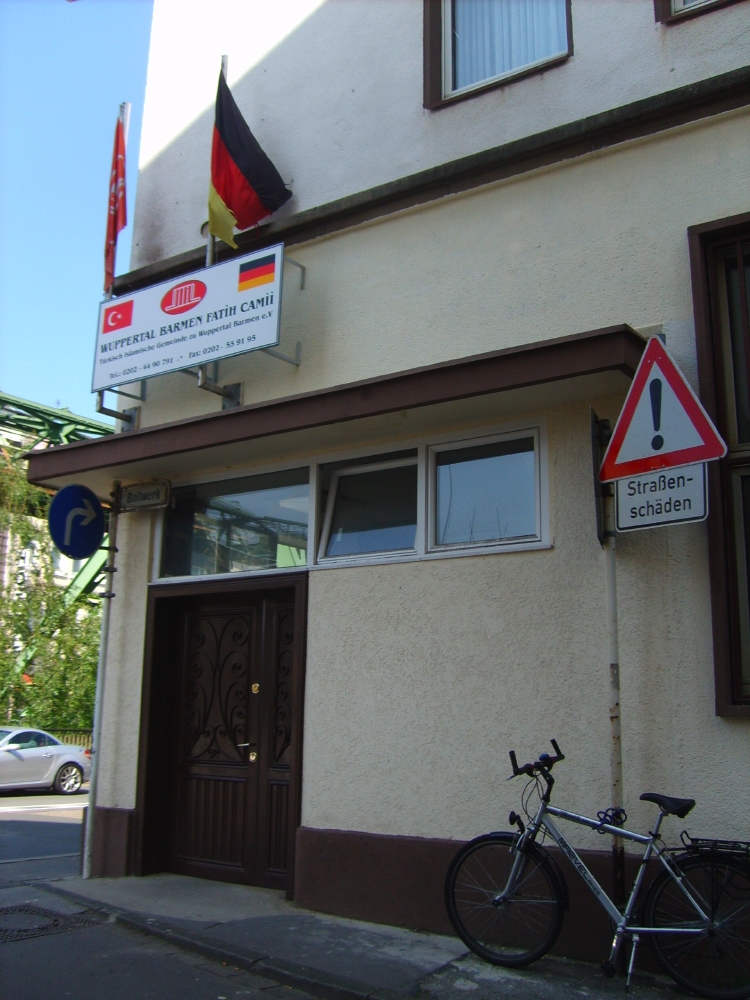
Moschee der DİTİB in Wuppertal

Träger solcher Hinterhofmoscheen sind in Deutschland in der Regel Moscheevereine. Das Wort für das Gebäude steht im übertragenen Sinn für eine im Verborgenen praktizierte Religionsausübung einer muslimischen Minderheit, die von der nichtmuslimischen deutschen Mehrheitsbevölkerung kaum wahrgenommen wird.
Architektonisch unauffällige Moscheegebäude gibt es auch in anderen westlichen Ländern mit muslimischen Minderheiten und in islamischen Ländern. In der Türkei bildet die lokale Mescit das Gegenstück zur großen Freitagsmoschee. Die Bezeichnung Hinterhofmoschee steht darüber hinaus in Deutschland im Zusammenhang mit der spezifischen Tradition der sogenannten Gastarbeiter, ab den 1960er Jahren aus dem Ausland angeworbene Arbeitskräfte, die sich nach den damaligen Vorstellungen nur vorübergehend in Deutschland aufhalten sollten. Die provisorischen Hinterhofmoscheen sind ein parallel entstandenes Phänomen. Seit den 1970er Jahren haben muslimische Migranten häufig ehemals gewerbliche Räume in Eigenarbeit zu Gebetssälen umgestaltet.